# Game Camp France
Ne doit pas être confondu avec Camping (jeu vidéo).
Le Game Camp France est un salon professionnel consacré à l'industrie du jeu vidéo français. Il se déroule à Lille en France, depuis 2017,.
L'événement est organisé par l'association Game IN et le Syndicat national du jeu vidéo, chaque année au Nouveau Siècle, sur deux jours de conférences abordant cinq thématiques : Marketing, Game Design, Image/Son, Production/RH et Technologie.
- Édition 2017 : 6 et 7 juillet[3]
- Édition 2018 : 18 et 19 juin[4]
- Édition 2019 : 24 et 25 juin[1]
- Édition 2021 : 27 et 28 septembre[5]
- Édition 2022 : 23 et 24 juin[6]
- Édition 2023 : 19 et 20 juin[7]
- Édition 2024 : 24 et 25 juin[8]